# Giovan Battista Ruoppolo

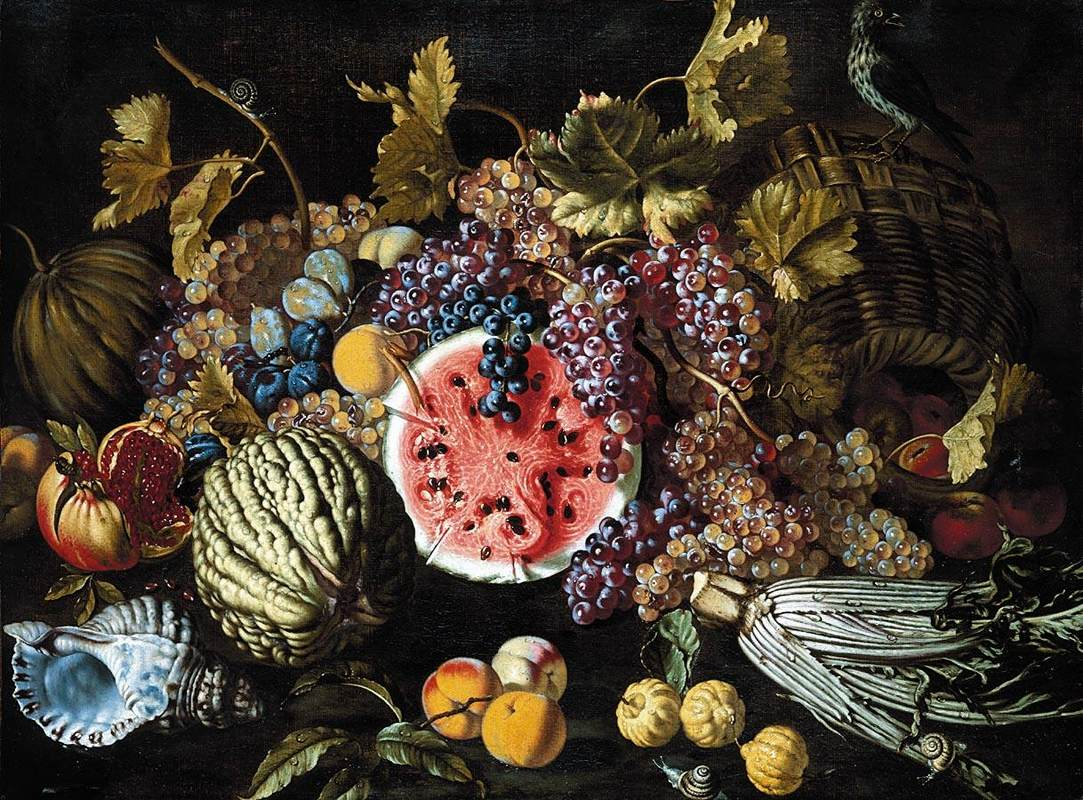
Natura morta, olio su tela, cm.87x116

Giovan Battista Ruoppolo (Napoli, 1629 – 1693) è stato un pittore italiano, attivo particolarmente a Napoli ed esponente della pittura barocca soprattutto del genere natura morta.

## Biografia
Allievo di Paolo Porpora, che formò altri artisti di nature morte come Giovan Battista e Giuseppe Recco, fu contemporaneo dell'eclettico Salvator Rosa.
Il suo stile nel dipingere le nature morte fu peculiarmente improntato alle tonalità scure degli sfondi e per certi versi è ravvicinabile ad alcuni dipinti dello stesso genere di Caravaggio.
Fu contemporaneo anche della pittrice Giovanna Garzoni, altra esponente del genere, forse sua discepola a Roma.

## Opere

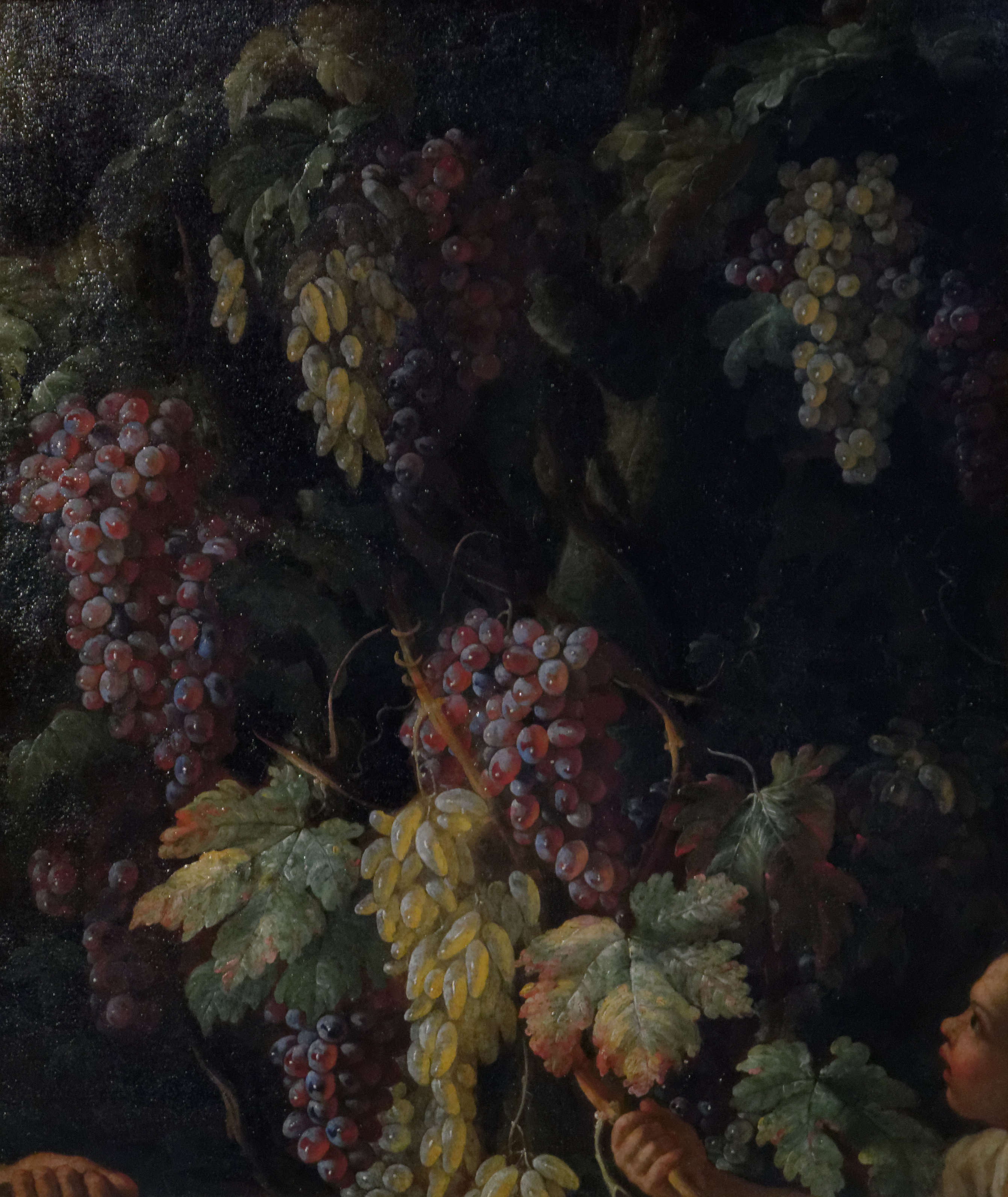
Grappoli d'uva attorno a un tronco d'albero (1725), Louvre, Parigi

- Natura morta con frutta, Museo nazionale di Varsavia, Varsavia
- Grappoli d'uva attorno a un tronco d'albero, Louvre, Parigi
- Natura morta con frutta e uccelli morti in un paesaggio, Museum of Fine Arts, Boston
- Natura morta con pesche, Museo della Collezione Giovanni Paolo II, Varsavia
- Natura morta con uva e mele, Museo di belle arti di Siviglia
- Natura morta, Gemäldegalerie Alte Meister, Dresda
- Natura morta con verdure, Galleria nazionale slovacca, Bratislava
- Ortensie e verdure, firmato, circa 1650
- Ortaggi e fiasca con fiori, Museo nazionale di Capodimonte, Napoli
- Frutta e fiori, Museo nazionale di Capodimonte, Napoli
- Pesci, firmato, Museo di San Martino, Napoli
- altre opere al Museo Correale di Terranova, Sorrento.
- Natura morta con pani, frutta, selvaggina e pesci. Olio su tela 1665-1670 ca. Gallerie d'Italia, Napoli